# 俄罗斯社会民主党
俄罗斯社会民主党（俄语：Социал-демократическая партия России），是由戈尔巴乔夫于2001年11月24日创立的政党。

## 前身
俄罗斯社会民主党前身是俄罗斯统一社会民主党，是俄罗斯联邦几个社会民主党的联合体。有12000名党员，但在俄罗斯国家杜马（国会下院）中没有席位。戈尔巴乔夫在2004年5月因不满党主席康斯坦丁在竞选时的亲克里姆林宫（统一俄罗斯党）政策而辞去党首职务。
2004年9月4日，俄罗斯社会正义党党首弗拉基米尔·基申宁接任提托夫担任俄罗斯社会民主党党主席一职。
由于党员的不断减少，社民党在2007年4月13日起不被俄罗斯政府所承认。党内大部分成员经过重组后加入了戈尔巴乔夫在2007年10月20日新成立的社會民主人士聯盟。

## 纲领
该党的纲领中提出，党追求劳动与资本、社会与国家、个人与社会之间实现历史的妥协，并建立社会伙伴关系。这派俄罗斯社会民主党人认为，自由、公正和团结是党的基本价值观。它既反对自由派和保守派推崇个人自由而忽视公正和团结的做法，也反对共产党人以牺牲自由为代价而努力保证平等和团结的做法，而是认为自由、公正和团结同样重要。
俄罗斯统一社会民主党反对共产党人按照设计好的模式建立某种理想的社会，而是把“在团结和尊重社会主义和自由主义等全人类的价值观的基础上建立人人自由、人人平等的社会”作为自己的主要目标。